# フアン・マヌエル・ボセーリ
フアン・マヌエル・ボセーリ・グラフ  (Juan Manuel Boselli Graf  ,  1999年11月9日 - )は、ウルグアイ・モンテビデオ県モンテビデオ出身のプロサッカー選手。プリメイラ・リーガ・ジル・ヴィセンテFC所属。ポジションはFW。

## 来歴
2017年にデフェンソール・スポルティングのトップチームに昇格し、2月5日のラムプタ・ジュニアーズ戦で初のベンチ入り。同月24日のCAフベントゥド戦でプリメーラ・ディビシオンデビューを果たした。
2019年1月16日、スペイン・ジローナFCのBチームにあたるCFペララーダに、ローン移籍で加入した。
2021年8月31日、CDトンデラに2年間のローン移籍で加入した。

## 代表経歴
2017年3月に2017 FIFA U-20ワールドカップに向けたU-20ウルグアイ代表に招集され、同月のアルゼンチン戦でデビュー。本大会でも主力として活躍した。